# Димитър Белокапов
Димитър Стоименов Белокапов е деец на Вътрешната македоно-одринска революционна организация.

## Биография
Димитър Белокапов е роден в Кюстендил в семейството на опълченец. Брат е на Григор Белокапов. Участва в Балканската и Междусъюзническата войни (1912-1913). Завършва телеграфо-пощенски курсове и през 1915 година е назначен за надзорник в Пощенската станция в Неврокоп. Става член на Съюза на транспортните работници. По време на Неврокопската акция на ВМРО (1922), къщата му в Неврокоп е изгорена. Участва в дейността на тютюневата кооперация „Македонски тютюни“.
През 1924 година се завръща в родния си град. Убит е от полицията от засада на 16 март 1925 година.